# Арнольд, Йозеф
Йозеф Арнольд (словац. Jozef Arnold; 12 июня 1916, Нитра — 1 декабря 1995, Братислава) — чехословацкий военный и фармацевт

## Биография
Родился 12 июня 1916 года в городе Нитра. Родители — Аладар Арнольд и Мелания Арнольдова (в девичестве Бабикова).
Учился с 1922 по 1926 годы в народной школе в Банске-Бистрице, с 1926 по 1934 годы — в гимназиях в Банске-Бистрице и Ружомбероке. В 1934 году поступил в Школу офицеров запаса в Тренчине, в 1936 году перешёл в Военную академию пехоты в Границах-на-Мораве, в 1938 году — в Школу авиационных наблюдателей в Простейове. Произведён в 1938 году в поручики авиационного полка имени Т.Г.Масарика в Праге, в 1939 году — в надпоручики в Пьештянах.
Во время Второй мировой войны Арнольд участвовал в боях на Восточном фронте. С 1940 по 1943 годы командир авиационной роты в Нитре. В 1942 году поступил на медицинский факультет Словацкого университета в Братиславе (он же Университет Коменского). В 1944 году в разгар Словацкого восстания — капитан 1-й тактической группы повстанческой 1-й чехословацкой армии в Словакии (Банска-Бистрица). После войны служил в Кошице и Праге, продолжая обучение в Карловом университете с 1945 по 1946 годы. В запас вышел в 1948 году, устроившись работать аптекарем в Кошице и Братиславе. В 1950 году окончил Университет Коменского, став магистром фармации.
Дальнейшая послевоенная карьера Арнольда была посвящена медицине: с 1948 по 1951 годы он издавал журналы «Словацкий врач» (словац. Slovenský lekárnik) и «Фармация» (словац. Farmácia), с 1950 по 1951 годы директор предприятия «Medika», с 1953 по 1954 годы начальник станции антибиотиков в Братиславе, с 1955 по 1976 годы аптекарь в Братиславе.
Скончался 1 декабря 1995 года в Братиславе.
Награждён Чехословацким Военным крестом 1939 года и орденом Словацкого национального восстания 2 степени (1945).